# Караман, Ярослав Ярославович
Яросла́в Яросла́вович Карама́н (укр. Ярослав Ярославович Караман; 8 июня 2006, Ужгород) — украинский футболист, полузащитник житомирского «Полесья».

## Клубная карьера
Родился в Ужгороде. Воспитанник «УРДЮССШ-ДЮСШ Зинедин» (баранинцы). В ДЮФЛУ с 2020 по 2024 год выступал за «Минай» и СХИ (Ужгород). В сезоне 2022/23 выступал за «Минай» в юношеском чемпионате Украины.
В начале августа 2024 года подписал контракт с «Ужгородом». На профессиональном уровне дебютировал 3 августа 2024 года в проигранном (0:4) домашнем поединке первого раунда кубка Украины против франковского «Прикарпатья». Ярослав вышел на поле в стартовом составе и отыграл весь матч, а на 57-й минуте получил жёлтую карточку. Во Второй лиге Украины дебютировал 8 августа 2024 года в ничейном (2:2) домашнем поединке 1-го тура группы А против львовского «Руха-2». Караман вышел на поле в стартовом составе и отыграл весь матч, а на 90-й минуте отличился своим первым голом на профессиональном уровне. В августе 2024 года провёл в составе ужгородцев 4 матча, в которых отличился одним голом.
6 сентября 2024 года подписал контракт с «Полесьем». Но сразу же был переведён в резервную команду клуба, в футболке которой дебютировал 8 сентября 2024 года в ничейном (0:0) домашнем поединке 5-го тура группы А Второй лиги Украины против стрыйской «Скалы 1911». Ярослав вышел на поле на 75-й минуте вместо Михаила Раска, а на 90+1-й минуте получил жёлтую карточку. Первым голом за «Полесье-2» отличился 5 октября 2024 года на 21-й минуте победного (4:1) домашнего поединка 9-го тура группы А Второй лиги Украины против тернопольской «Самбора-Нивы-2». Караман вышел на поле в стартовом составе, а на 72-й минуте его заменил Михаил Раско.
В заявку первой команды житомирян впервые попал 25 ноября 2024 года на ничейный (1:1) домашний поединок 14-го тура Премьер-лиги Украины против луганской «Зари», но просидел все 90 минут на скамейке запасных. Дебютировал за «Полесье» 15 декабря 2024 года в победном (1:0) домашнем поединке 17-го тура Премьер-лиги Украины против донецкого «Шахтёра». Ярослав вышел на поле в стартовом составе, а на 75-й минуте его заменил Богдан Леднев.

## Карьера в сборной
В футболке юношеской сборной Украины (U-19) дебютировал 11 октября 2024 года в проигранном (0:1) выездном товарищеском матче против юношеской сборной Нидерландов (U-18). Караман вышел на поле на 46-й минуте вместо Кристиана Шевченко.